# МАС-15
МАС-15 је италијански торпедни чамац који је потопио аустроугарски бојни брод Сент Иштван при крају Првог светског рата, 10. јуна 1918. крај острва Премуде. Пловилом је командовао адмирал Луиђи Рицо. Након овог напада Аустроугари су отказали велики напад бојним бродовима на Отрантски бараж.
Овај торпедни чамац остао је још 18 година након завршетка рата у саставу италијанске морнарице. Данас се налази у војном музеју у Риму.